# Odontotrypes arnaudi
Odontotrypes arnaudi – gatunek chrząszcza z rodziny gnojarzowatych.
Gatunek ten opisany został w 2006 roku przez Henry'ego F. Howdena na podstawie pojedynczej samicy, odłowionej w 1996 roku.
Holotypowa samica ma ciało długości 24 mm, ubarwione czarno z punktami i wgłębieniami na pokrywach jasnozielonymi, udami miedzianymi, a sternitami zielonymi. Przedni brzeg wargi górnej ścięty i nieco podgięty. Przód matowego nadustka gwałtownie zaokrąglony. Oczy prawie całkowicie podzielone przez policzki. Wgłębienie na przedpleczu poprzeczne, a boczne zgrubienia krawędziowe zanikające przed środkiem i przed guzami barkowymi pokryw. Na każdej z pokryw pięć nieregularnych, płytkich, nieregularnie punktowanych rzędów między szwem a wydatnym guzem barkowym. W nasadowej połowie brzusznej strony goleni przednich obecne 4 małe ząbki.
Owad znany tylko z Mjanmy, ze stanu Kaczin.